# Orkland
Orkland – gmina w Norwegii, w regionie Trøndelag. Ośrodkiem administracyjnym gminy jest Orkanger. Według danych na rok 2021 miasto zamieszkiwało 18 300 osób, a gęstość zaludnienia wyniosła 9,6 os./km².
Gmina powstała 1 stycznia 2020 roku z połączenia gmin Agdenes, Meldal, Orkdal i Snillfjord.

## Klimat
Średnia temperatura wynosi 0 °C. Najcieplejszym miesiącem jest lipiec (13 °C), a najzimniejszym jest luty (–10 °C).